# Асцит
Асцит (від грец. ασκος — шкіряний міх, живіт; також — Черевна водянка) — скупчення рідини в черевній порожнині. У нормі у здорових людей знаходиться близько 150-200 мл рідини в черевній порожнині. Внаслідок таких захворювань або станів, як цироз печінки, портальна гіпертензія чи печінкова недостатність, кількість вільної рідини в черевній порожнині здатна значно збільшуватись. При порушенні харчування, з недостатнім споживанням протеїнів, розвивається захворювання квашіоркор.

## Етіологія та патогенез

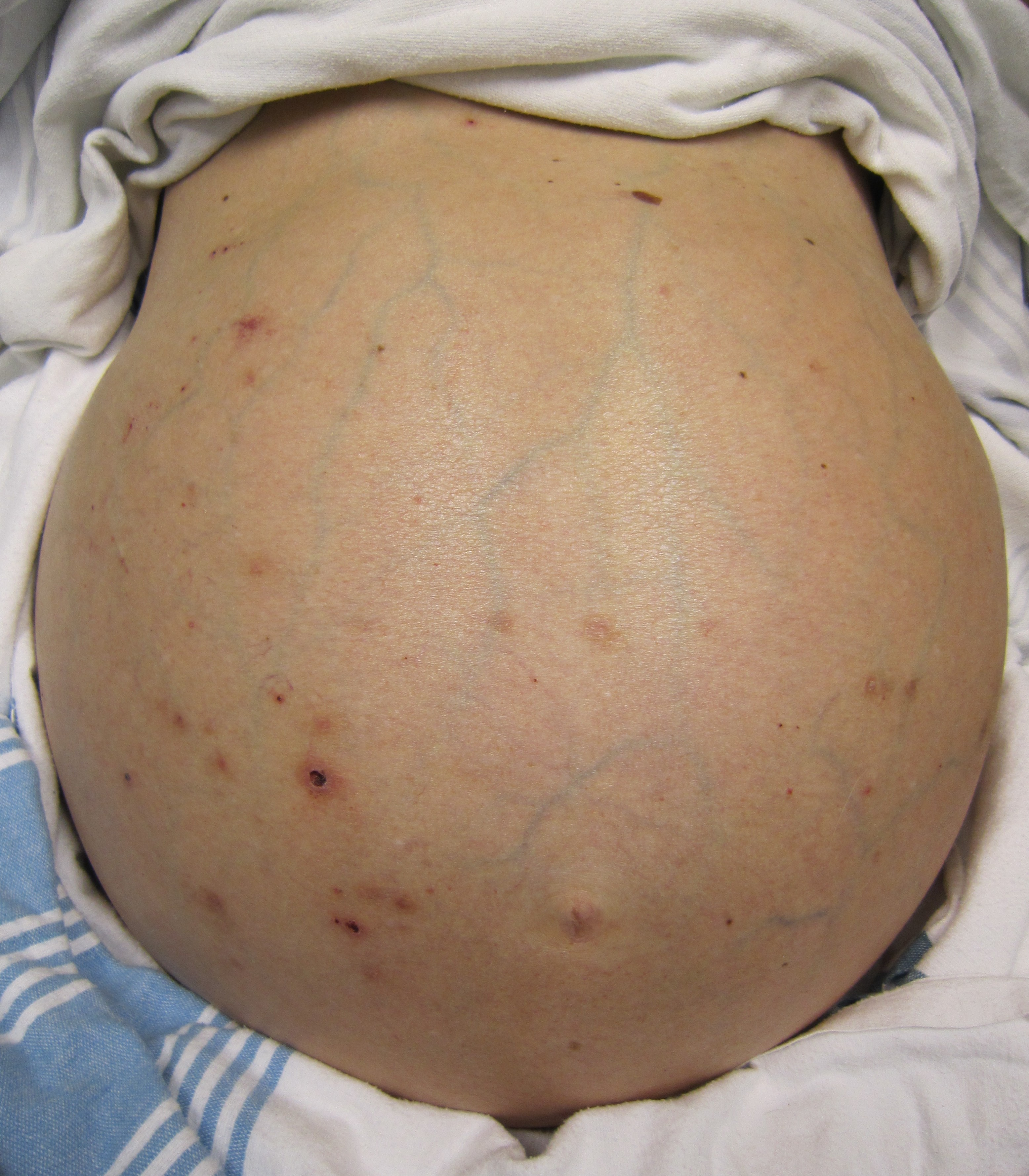
Асцит на фоні цирозу печінки

Його спричинюють в першу чергу розлади кровообігу та застій крові при захворюваннях серця, цироз печінки, хвороба і синдром Бадда-Кіарі.
Важливу роль в розвитку асциту відіграють також:
- Портальна гіпертензія
- Канцероматоз очеревини, злоякісні пухлини та метастази в ділянці печінки, жовчних шляхів, підшлункової залози
- Лімфостаз та метастази в лімфатичних вузлах
- Ексудація рідини в черевну порожнину при перитоніті
- Застій крові в великому колі кровообігу при серцевій недостатності, анасарка

При цирозі печінки підвищується тиск у портальній вені, тому кров їде в обхід по венах стравоходу, шлунка, прямої кишки, передньої стінки живота (формується симптом «голова медузи»). Ці розширені вени можуть розриватися, що приводить до небезпечної внутрішньої кровотечі. Через стінки цих судин у черевну порожнину проходить у великій кількості рідина (іноді до 7-10 літрів), виникає асцит.
Порушений синтез і обмін білка (альбуміну) в печінці провокує падіння рівня онкотичного тиску, а також здатність клітин  утримувати рідину у внутрішньоклітинному просторі. Це призводить до втрат рідини у міжклітинний простір (інтерстицій), та як наслідок розвитку набряків. Через підвищену проникність судинної стінки, відбувається вихід рідини з капілярів і дрібних судин  в черевну порожнину.

## Стадії асциту
1. Транзиторний асцит. У черевній порожнині накопичується до 400 мл рідини. Виявити це можна лише за допомогою спеціальних досліджень (УЗД, МРТ та ін.). Симптом прибирається за допомогою терапії ключового захворювання. При цьому функції органів не порушені.
2. Помірний асцит. У порожнині очеревини накопичується до 4 л асцитичної рідини, помітно збільшується живіт. У положенні стоячи нижня частина черевної стінки випирає. У положенні лежачи пацієнт скаржиться на задишку. Наявність рідини можна визначити за допомогою простукування або симптому флюктуації (коливання протилежної стінки живота в процесі простукування).
3. Напружений асцит. Рідини накопичується вже 10-15 л, а часом і більше. Тиск в очеревині підвищується, робота життєво важливих органів порушена. Стан важкий, пацієнт потребує термінової госпіталізації.

## Симптоми
Коли в черевній порожнині накопичується понад 1-го літра рідини, починають проявлятися наступні симптоми: набряклість ніг; живіт набуває форми кулі; задишка; у чоловіків – набряк мошонки, випинання пупка; збільшення ваги; розпирання живота, біль у животі; у жінок – білі розтяжки; печія, відрижка; дискомфорт при нахилах; вени на животі яскраво виражені; блювання; втома; жовтяниця (якщо пережимаються підпечінкові судини); головний біль, безсоння.
Асцит черевної порожнини зазвичай розвивається протягом тривалого часу, тому багато пацієнтів довго не звертають уваги на цей симптом, думаючи, що просто набрали вагу.

## Ускладнення асциту
- Внаслідок значного підвищення тиску в черевній порожнині: Гастроезофагеальна рефлюксна хвороба, задишка, грижі
- Гідроторакс
- Гепаторенальний синдром
- За наявності цирозу печінки: кровотечі з варикозно — розширених вен стравоходу та шлунка, печінкова енцефалопатія
- Спонтанний бактеріальний перитоніт(СПБ)

## Лікування
Усунення основної причини, призначення сечогінних, особливо спіронолактону. При наростанні асциту внаслідок формування резистентності до діуретиків за життєвими показаннями проводять пункцію черевної порожнини з повільним випусканням рідини.
У певних випадках, застосовують хірургічне лікування, яке спрямоване на основне захворювання, що спричинило прояви асциту.

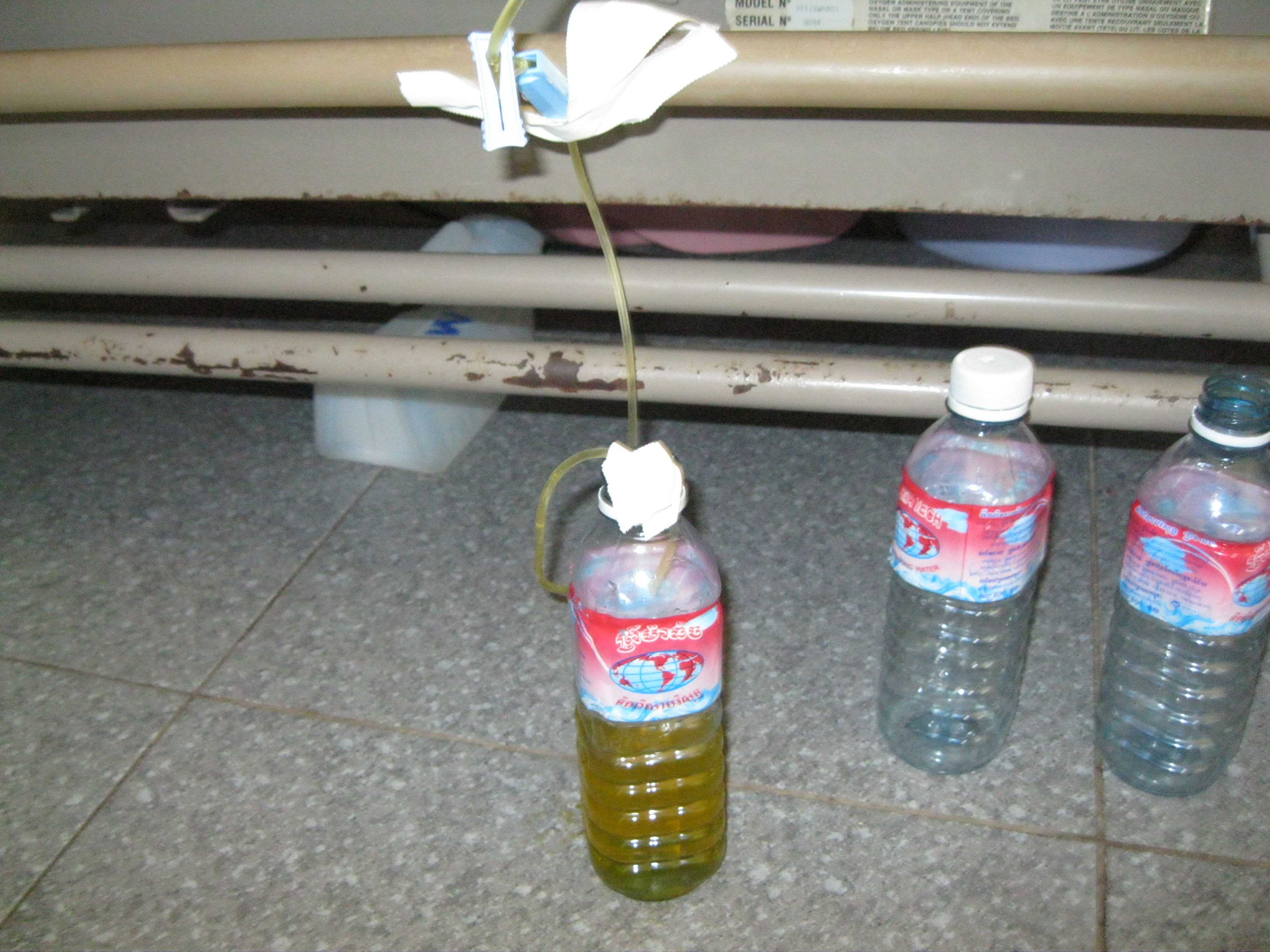
Дренаж асциту